# Blaue Färberdistel
Die Blaue Färberdistel (Carthamus caeruleus) ist eine Pflanzenart aus der Gattung Färberdisteln (Carthamus) in der Familie der Korbblütler (Asteraceae).

## Beschreibung
Carthamus caeruleus ist morphologisch sehr variabel.

### Vegetative Merkmale
Die Blaue Färberdistel ist eine ausdauernde krautige Pflanze, die Wuchshöhen von 15 bis, meist 30 bis 60 Zentimetern erreicht. Die aufrechten und selten verzweigten Stängel sind meist spinnwebig-wollig behaart und verkahlen manchmal.
Die wechselständig angeordneten Laubblätter sind meist in Blattstiel und Blattspreite gegliedert, aber die oberen sitzend. Die Blattspreite ist leierförmig fiederschnittig bis einfach, die oberen sind halbstängelumfassend. Der Blattrand ist mit grannenartigen, weißlichen Zähnen besetzt.

### Generative Merkmale
Die Blütezeit reicht von Mai bis Juli. Die Stängel enden in einem einzelnen körbchenförmigen Blütenstand. Sie weisen zusammen mit den laubblattähnlichen Hüllblättern einen Durchmesser von etwa 3 Zentimetern auf. Die Blütenkörbe enthalten nur blaue Röhrenblüten.
Die Achänen sind vierkantig und kahl. Die haltbaren, freien, weißlichen, gewimperten Pappusschuppen sind 1,5- bis 2-mal so lang wie die Achänen.
Die Chromosomenzahl beträgt 2n = 24, 48 oder 72.

## Vorkommen
Die Blaue Färberdistel kommt ursprünglich in Marokko, Algerien, Tunesien, Libyen, Portugal, Spanien, auf den Balearen, in Frankreich, Italien, auf Korsika, Sardinien, Sizilien, Griechenland, auf Kreta, auf Ägäischen Inseln, auf Zypern und in der Türkei vor. Auf Madeira und den Kanarischen Inseln ist die Ursprünglichkeit zweifelhaft. In Großbritannien und im Libanon ist sie ein Neophyt.
Sie gedeiht auf Brachland, auf Weiden und in der Garigue.

## Taxonomie
Die Erstveröffentlichung von Carthamus caeruleus 1753 erfolgte durch Carl von Linné in Species Plantarum, Tomus II, Seite 830. Synonyme für Carthamus caeruleus L. sind: Carduncellus caeruleus (L.) C.Presl, Carthamus tingitanus L., Centaurea tingitana L., Onobroma caeruleum (L.) Gaertn.. Die Zugehörigkeit zu Carduncellus oder Carthamus wurde kontrovers diskutiert.